# 協作新聞學
協作新聞學（Collaborative journalism）是一種新興的新聞學理念，為讓好幾位新聞記者或新聞相關機構，協力撰寫新聞報導。

## 相關定義
以新聞學演變的脈絡來看，協作新聞學為承襲公共新聞學（public journalism）之專業記者不應侷限於傳統主流角度，也應該多關心少數族群等冷門公共事務的精神，援用公民新聞學（citizen journalism, participatory journalism）讓一般公民擔任業餘的新聞記者，享有類似專業新聞記者的新聞發布權利和管道技巧而成。

## 歷史
公共新聞學、公民新聞學、協作新聞學，這三種新聞學從1990年代中期開始蓬勃發展，在時間上和定義上，各有微妙的差義，在學術觀念和操作實務上，經常互相參用和支援，並廣泛獲得新聞學的學術探討和主流新聞媒體的採納。

## 實踐
採用協作新聞學的媒體有：維基新聞、紐約時報、華盛頓郵報、各國的地方媒體等。